# Guntersdorfer Hauswald
Guntersdorfer Hauswald är en skog i Österrike.   Den ligger i förbundslandet Niederösterreich, i den nordöstra delen av landet, 40 km norr om huvudstaden Wien.
I omgivningarna runt Guntersdorfer Hauswald växer i huvudsak blandskog. Runt Guntersdorfer Hauswald är det ganska tätbefolkat, med 108 invånare per kvadratkilometer.